# Роуленд-Гайтс (Каліфорнія)
Роуленд-Гайтс (англ. Rowland Heights) — переписна місцевість (CDP) в США, в окрузі Лос-Анджелес штату Каліфорнія. Населення — 48 231 особа (2020).

## Географія
Роуленд-Гайтс розташований за координатами 33°58′13″ пн. ш. 117°53′26″ зх. д. / 33.97028° пн. ш. 117.89056° зх. д. (33.970313, -117.890568).  За даними Бюро перепису населення США в 2010 році переписна місцевість мала площу 33,88 км², з яких 33,87 км² — суходіл та 0,01 км² — водойми.

## Демографія
Згідно з переписом 2010 року, у переписній місцевості мешкали 48 993 особи в 14 520 домогосподарствах у складі 12 314 родин. Густота населення становила 1446 осіб/км².  Було 15152 помешкання (447/км²).
Расовий склад населення:
| - 59,8 % — азіатів - 23,5 % — білих - 1,6 % — чорних або афроамериканців - 0,4 % — корінних американців - 0,1 % — вихідців з тихоокеанських островів - 11,5 % — осіб інших рас |

До двох чи більше рас належало 3,1 %. Частка іспаномовних становила 27,0 % від усіх жителів.
За віковим діапазоном населення розподілялося таким чином: 20,3 % — особи молодші 18 років, 66,6 % — особи у віці 18—64 років, 13,1 % — особи у віці 65 років та старші. Медіана віку мешканця становила 40,2 року. На 100 осіб жіночої статі у переписній місцевості припадало 96,6 чоловіків;  на 100 жінок у віці від 18 років та старших — 94,9 чоловіків також старших 18 років.
Середній дохід на одне домашнє господарство  становив 82 463 долари США (медіана — 59 534), а середній дохід на одну сім'ю — 88 013 долари (медіана — 63 281). Медіана доходів становила 43 853 долари для чоловіків та 36 953 долари для жінок. За межею бідності перебувало 11,8 % осіб, у тому числі 15,2 % дітей у віці до 18 років та 14,0 % осіб у віці 65 років та старших.
Цивільне працевлаштоване населення становило 23 708 осіб. Основні галузі зайнятості: освіта, охорона здоров'я та соціальна допомога — 19,1 %, роздрібна торгівля — 12,7 %, мистецтво, розваги та відпочинок — 12,5 %.